# Via Roma (Turín)

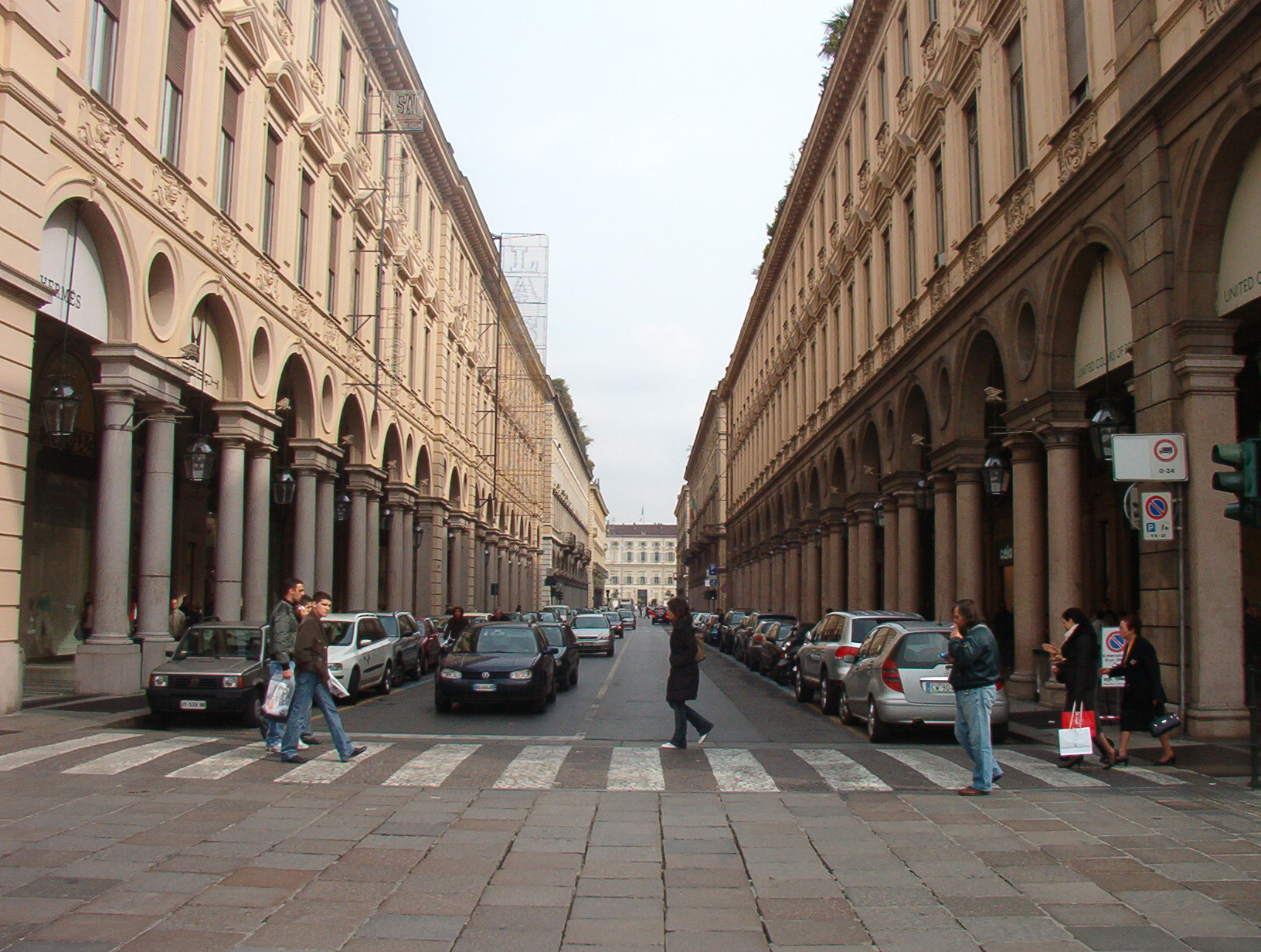
La Via Roma vista desde la Piazza San Carlo. Al fondo, la Piazza Castello.

La Via Roma es una de las calles más importantes del centro histórico de Turín, Italia. Une la céntrica Piazza Castello con la histórica estación de Porta Nuova atravesando la Piazza C.L.N. y la célebre Piazza San Carlo. Orientada según un eje norte-sur, recorre paralelamente la cuadrícula romana de la antigua Julia Augusta Taurinorum.

## Historia

### Creación

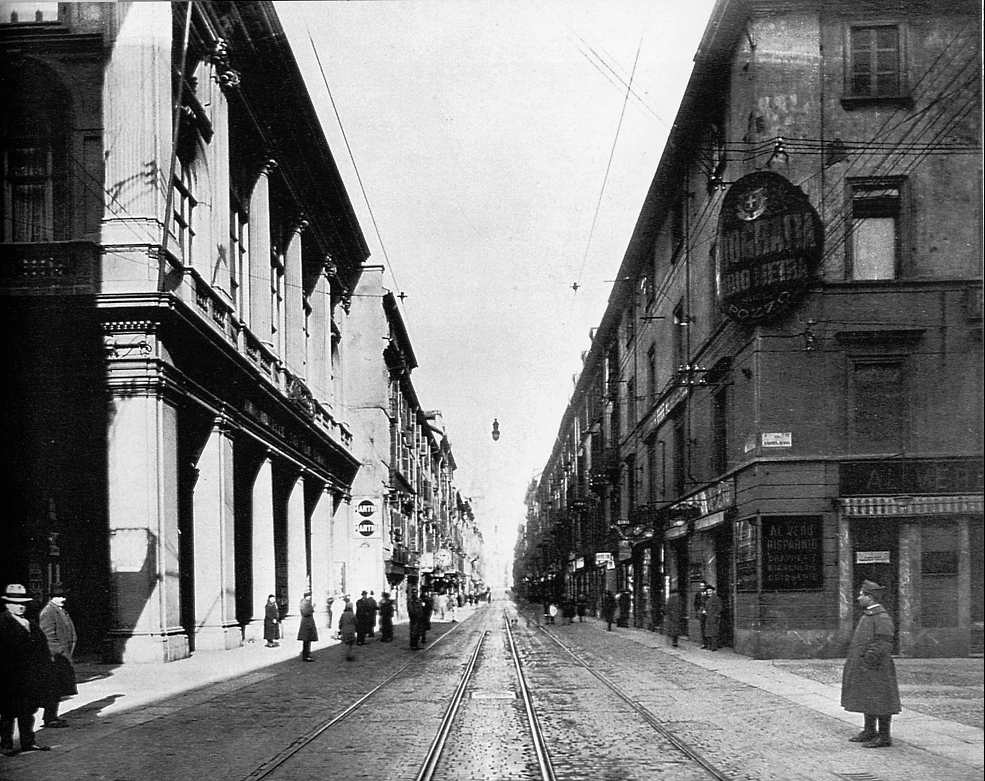
Esquina de la Via Roma con la Via Andrea Doria (actualmente Via Gramsci), en 1926.

La Via Nuova o Contrada Nuova, como se llamó cuando se creó a finales del siglo XVI, fue realizada por el arquitecto Ascanio Vittozzi, por voluntad del duque Carlos Manuel I de Saboya. Medía entonces diez metros de anchura. La calle se convirtió pronto en uno de los ejes principales de la ciudad. Se mencionó en una curiosa medida de Carlos Manuel II de Saboya, el 29 de octubre de 1672, que prohibía las elevaciones de la calle por encima de la cornisa:

Sabemos que algunos particulares han iniciado una nueva elevación de habitaciones de la Contrada Nuova, y que esta elevación se hace encima de la cornisa para formar la quinta planta, lo que contradice a la arquitectura, diseño y embellecimiento de dicha calle; y como no queremos tolerar en adelante elevaciones similares, ordenamos devolver la calle a su estado original
Carlo Emanuele II

Hasta las primeras décadas del siglo XIX, la calle terminaba en el cruce con la actual Via Antonio Gramsci: fue Carlos Félix de Cerdeña quien ordenó su prolongación por las dos últimas manzanas actuales. Este es el decreto que autorizó las obras:

S. M. aprueba la construcción de dos nuevas manzanas hacia el sur, formando un acceso más majestuoso y regular a la Via Nuova y para facilitar su ejecución concede el siguiente privilegio: las dos manzanas que se construirán, según el proyecto del ingeniero Lombardi, estarán exentas por espacio de treinta años de cualquier impuesto, a partir del 1 de enero de 1823

### La gran remodelación

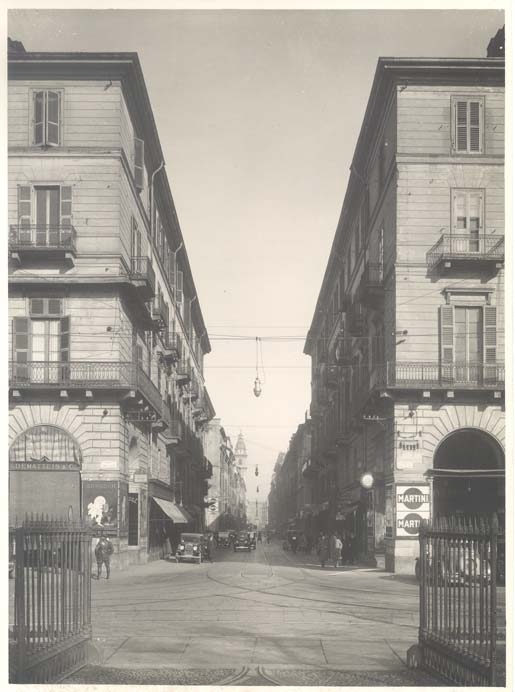
Via Roma antes de las demoliciones, vista desde la Piazza Carlo Felice.

La calle, dedicada a la ciudad de Roma el 29 de marzo de 1871, a principios del siglo XX mantenía todavía sus características formas barrocas. Sin embargo, era muy caótica y tenía mucho tráfico: la recorrían dos líneas de tranvía, una con dirección al Ponte Isabella, otra hacia el Corso Orbassano; había además seis cines y el gran salón de la Galleria Nazionale, que fue durante años el cine más popular. A los lados, había numerosos puestos de venta, precursores de las tiendas actuales. Se estaba creando la necesidad de hacer la calle más ordenada, transitable para el tráfico y uniforme. El proyecto se mostró ambicioso desde el principio, previendo una radical remodelación no solo de la calle, sino también de todo el barrio que la rodea. Se presentaron numerosas propuestas, muchas de las cuales se consideraron demasiado "futuristas", y se optó por una solución que se ajustara al estilo barrocos de la calle.
La primera fase de la intervención data de 1931 y afectó a la sección que une la Piazza San Carlo y la Piazza Castello. La calle se modificó dotándola de edificios porticados de estilo ecléctico, caracterizados por serlianas, completamente pavimentados con mármoles polícromos italianos. Este primer tramo se abrió al público el 28 de octubre de 1933. Fue insólita, pero de gran efecto, la decisión de pavimentar la calzada de este primer tramo con una especie de adoquines de cubos de madera, confiriendo un mayor pregio a la calle. En la posguerra, tras los daños causados por los bombardeos de 1944, se retiraron estos adoquines y se sustituyeron con un pavimento uniforme de piedra.
En paralelo a esta intervención se construyó, a un tiempo de récord, la imponente Torre Littoria, situada en la manzana de Sant'Emanuele.
La remodelación de la segunda sección, que une la Piazza San Carlo con la Piazza Carlo Felice (y por tanto con la Stazione di Porta Nuova) fue coordinada por el arquitecto Marcello Piacentini y se caracteriza por los su arquitectura racionalista. Se demolieron numerosos edificios preexistentes en el cuadrilátero delimitado por Via XX Settembre, Via Lagrange, Via Giolitti y Via Andrea Doria para la realización del proyecto. Aquí se construyeron nuevas manzanas de planta reticular, con austeros edificios en claro estilo racionalista, como el imponente Hotel Principi di Piemonte y el antiguo Hotel Nazionale en la actual Piazza C.L.N..
Los pórticos, semejantes a los de la Piazza San Carlo, presentan un entablamento continuo y columnas geminadas. El segundo tramo, abierto al tráfico en octubre de 1937 y completado en verano de 1938, fue inaugurado oficialmente el 28 de octubre del mismo año. La planimetría de las dos intervenciones es todavía hoy visible en los frentes ciegos de las iglesias de San Carlo y Santa Cristina.
En la construcción de la nueva Via Roma destaca la vocación de importante eje de transporte del centro de la ciudad. Se construyó también una galería subterránea que habría debido albergar una primera línea del Metro de Turín, que sin embargo nunca fue realizada. Los espacios subterráneos se utilizaron para varios usos hasta que el Municipio decidió dedicarlos a aparcamiento. Actualmente se extiende a lo largo de toda la calle un vasto sistema de aparcamientos subterráneos comunicados entre sí, desde la Piazza Castello hasta la Piazza Carlo Felice.
Entre 1931 y 1937 se renovaron completamente de los sistemas de iluminación de la nueva Via Roma, según el proyecto del ingeniero Guido Peri. En el tramo comprendido entre la Piazza San Carlo y la Piazza Castello se introdujo la farola hoy conocida como Settecento Grande, según el modelo de las farolas de gas del siglo XIX, mientras que el diseño racionalista de la Via Roma piacentiniana llevó a la adopción de farolas tronco-piramidales, llamadas Novecento.

### Via Roma en la actualidad

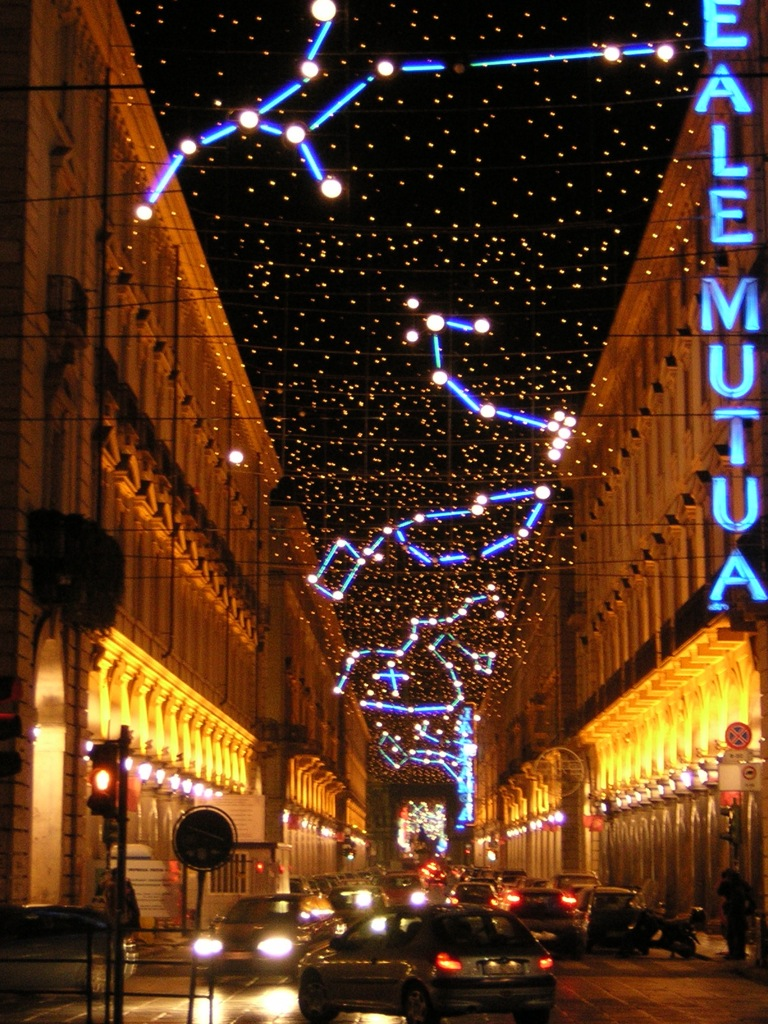
Iluminación invernal en la Via Roma.

Se puede apreciar la marcada vocación comercial de la calle en la ausencia casi total de accesos peatonales a los edificios (situados en las calles laterales), con el objetivo de conseguir el mayor espacio posible para las actividades comerciales.
Desde su renovación, la calle se ha convertido en una de las principales rutas de compras de la ciudad, realizado bajo los característicos pórticos, en los cuales hay elegantes cafeterías y sobre todo boutiques y cadenas de tiendas de ropa.
La longitud total de la calle es de 607 metros, y su anchura, de 14,80 metros sin incluir los pórticos; incluyéndolos alcalza casi los 27 metros. Los pórticos tienen distinta anchura, 5,80 metros en el primer tramo y 6,40 en el segundo.

### Proyectos futuros
Según el proyecto aprobado recientemente por la Región de Piamonte, la Via Roma será afectada por las obras de la Línea 2 del metro, cuya primera fase prevé la construcción de las estaciones C.L.N. y Castello.

## Transporte
Se puede llegar a la Via Roma desde la estación Porta Nuova FS del Metro de Turín.